# 周南少年少女合唱団
周南少年少女合唱団（しゅうなんしょうねんしょうじょがっしょうだん、英語: Shunan Children's Choir）は、山口県周南市に活動拠点を置く、日本の児童合唱団である。前身は「徳山少年少女合唱団」。

## 概要
1980年（昭和55年）、山口県徳山（現・周南）市で「徳山少年少女合唱団」として結団。
2003年、徳山市、新南陽市、熊毛町、鹿野町による2市2町の合併で、周南市が誕生する。
2009年、周南市の姉妹都市、オランダ・デルフザイル市親善訪問公演の際、団名を「周南少年少女合唱団」に改める。
6月～翌年5月までを1年度とし、入団式は5月に行われる（ただし、団員は随時募集で5月以外でも入団は可能）。入団年によって学年が決まっている（例・平成26年度新入団員→35期生）。
恒例行事の1つは、『周南冬のツリーまつり』への出演。点灯式でのクリスマスソングの披露と、カウントダウンを担当。点灯式はテレビ放送されるため、県内ではこの行事に出演していることでの知名度が高い。
卒団生には宝塚歌劇団雪組男役スター、香綾しずるがいる。

### 恒例行事
- 5月　入団式
- 夏　合宿
- 冬　周南冬のツリーまつり出演
- 1月　歌い初め
- 2月　岩国米軍基地内ペリー小学校親善訪問公演

### 制服
- 臙脂のブレザー、青のスカート・ズボン
- 白のベレー帽、赤のリボン・ネクタイ
- 白の三つ折りソックスに黒の革靴
- 夏服はセーラー服。青のラインに赤のタイ（スカーフ）

## 組織
理事長
- 吉村徳昌（元新南陽市長）

団長
- 3代目　掛川潔（周南市文化協会副会長）
- 4代目　磯村慶一

指導者
- 石川雅起（エリザベト音楽大学卒業）
- 石川由美子（エリザベト音楽大学卒業）

## 共演
- ウィーンの森少年合唱団
- ブルガリア少年少女合唱団
- ウィーン少年合唱団
- レニングラード少年少女合唱団
- ボニージャックス
- 岡崎耕二（東京都交響楽団所属）

## 著名な卒団生
- 今井麻美 - 声優、歌手
- 香綾しずる - 元宝塚歌劇団雪組男役スター
- 新井誉久 - バレエダンサー